# 경주 남간사지 석정
경주 남간사지 석정(慶州 南澗寺址 石井)은 대한민국 경상북도 경주시에 있는 석정이다. 1985년 8월 5일 경상북도의 문화재자료 제13호로 지정되었다.

## 개요
남간사는 신라의 승려 혜통의 집이 있었던 터에 창건한 사찰로 전하나, 정확히 언제 창건되었는지는 알 수 없다.
이 돌우물 즉 석정은 남간사 옛 터에 있는 것으로, 땅을 파고 돌을 짜올린 후 그 위에 다듬은 돌로 틀을 얹은 모습이다. 우물 둘레에는 이중으로 테를 둘렀는데 윗단은 높은 직각을 이루고 아랫단은 곡선으로 낮게 새겨 변화를 주었다.
단순하면서도 간결하게 다듬어져 시원스럽다. 통일신라시대에 만든 것으로, 현재는 이 우물 위로 시멘트로 만든 둥근 시설을 올려놓아 옛 모습을 제대로 찾아볼 수 없다.

## 참고 자료
- 남간사지석정 - 국가유산청 국가유산포털